# Unione Sportiva Carrarese "Pietrino Binelli" 1953-1954
Questa voce raccoglie le informazioni riguardanti l'Unione Sportiva Carrarese "Pietrino Binelli" nelle competizioni ufficiali della stagione 1953-1954.

## Rosa
| N. |                   | Ruolo | Calciatore         |
| -- | ----------------- | ----- | ------------------ |
|    | Italia (bandiera) | C     | Piero Aggradi      |
|    | Italia (bandiera) | C     | Italo Allodi       |
|    | Italia (bandiera) | A     | Benedetti          |
|    | Italia (bandiera) | C     | Giovanni Beretta   |
|    | Italia (bandiera) | A     | Mario Dell'Amico   |
|    | Italia (bandiera) | A     | Rino Di Fraia      |
|    | Italia (bandiera) | A     | Renato Dini        |
|    | Italia (bandiera) | A     | Galileo Gagliardi  |
|    | Italia (bandiera) | C     | Vittorio Ghirlanda |
|    | Italia (bandiera) | P     | Luigi Griffanti    |
|    | Italia (bandiera) | A     | Franco Grillone    |

| N. |                   | Ruolo | Calciatore           |
| -- | ----------------- | ----- | -------------------- |
|    | Italia (bandiera) | P     | Giacomo Lazzini      |
|    | Italia (bandiera) | D     | Franco Moretti       |
|    | Italia (bandiera) | A     | Peretti              |
|    | Italia (bandiera) | A     | Galdino Pinaroli     |
|    | Italia (bandiera) | A     | Nicola Ponzio        |
|    | Italia (bandiera) | D     | Giovanni Pramaggiore |
|    | Italia (bandiera) | D     | Fausto Ranzani       |
|    | Italia (bandiera) | C     | Pietro Bibolini      |
|    | Italia (bandiera) | C     | Nildo Rosini         |
|    | Italia (bandiera) | D     | Mario Tesconi        |